# Айке Іммель
Айке Іммель (нім. Eike Immel, нар. 27 листопада 1960, Штадталлендорф) — німецький футболіст, що грав на позиції воротаря. По завершенні ігрової кар'єри — тренер.
Виступав, зокрема, за клуби «Боруссія» (Дортмунд) та «Штутгарт», а також національну збірну ФРН, у складі якої став чемпіоном Європи.

## Клубна кар'єра
Розпочав займатись футболом в «Айнтрахті» з рідного Штадталлендорфа. 1976 року талановитого голкіпера знайшли представники дортмундської «Боруссії», куди Іммель і перейшов. 12 серпня 1978 року Айке дебютував у Бундеслізі матчем проти мюнхенської «Баварії». Дюбют вийшов вдалим: «Боруссія» виграла 1:0 завдяки голу Манфреда Бургсмюллера, а Айке зміг вистояти на нуль, граючи проти таких гравців, як Герд Мюллер, Карл-Гайнц Румменігге і Улі Генесс. У першому сезоні Айке був дублером Горста Бертрама, зігравши лише 10 матчів, а починаючи з наступного сезону, коли Бертрам покинув клуб, став основним воротарем команди. За «Боруссію» Айке провів 8 сезонів, у яких зіграв 247 матчів і став одним з легендарних воротарів клубу.
Перед сезоном 1986/87 Айке за 2 млн марок перейшов в «Штутгарт», ставши найдорожчим воротарем в історії на той час. Дебютував за «швабів» 8 серпня 1988 року у матчі першого туру проти «Вальдгофа», що закінчився поразкою «червоно-білих» з рахунком 2:3. Він був улюбленцем місцевої публіки і завжди намагався віддячити її своєю грою. За «Штутгарт» Айке провів 287 матчів. У Іммель з клубом досяг найбільшого успіху, вигравши німецький чемпіонат, а потім і Суперкубок. Загалом Айке Іммель провів 534 гри у Бундеслізі і, таким чином, зайняв сьоме місце в списку рекордсменів за кількістю матчів. А по «сухим матчам», яких у Іммеля налічується 147 ігор, він зайняв третє місце у Бундеслізі після Олівера Кана і Олівера Река, хоча і паралельно Іммелю належить антирекорд за кількістю пропущених голів у Бундеслізі — 829.
Влітку 1995 року новий тренер «Штутгарта» Рольф Фрінгер вирішив зробити основним воротарем Марка Циглера, через що Іммель перейшов в англійський «Манчестер Сіті», де провів один повний сезон, вилетівши з Прем'єр-ліги, і зіграв чотири гри у другому, після чого завершив кар'єру.

## Виступи за збірну
З 1975 по 1978 року виступав за юнацькі збірні ФРН, після чого став грати за збірну U-21, з якою став віце-чемпіоном Європи 1982 року.
Не маючи у своєму активі жодного матчу за національну збірну ФРН був учасником чемпіонату Європи 1980 року в Італії, здобувши того року титул континентального чемпіона, проте на поле не виходив. Лише 11 жовтня 1980 року дебютував в офіційних матчах у складі збірної в товариському матчі з командою Нідерландів, що закінчився з рахунком 1:1, ставши наймолодшим воротарем у віці 19 років, який коли-небудь грав за національну збірну ФРН.
Після цього у складі збірної був учасником чемпіонату світу 1982 року в Іспанії та чемпіонату світу 1986 року у Мексиці, здобувши на обох турнірах з командою «срібло», проте так на поле і не виходив, будучи дублером Гаральда Шумахера.
Лише після завершення виступів Шумахера за збірну Іммель став основним воротарем і в цьому статусі поїхав на домашній чемпіонат Європи 1988 року, де зіграв у всіх чотирьох у матчах з Італією (1:1), Данією (2:0), Іспанією (2:0) та Голландією (1:2). Цей турнір закінчився для німців на півфіналі.
Ці матчі виявились останніми для воротаря, оскільки після турніру він відмовився грати за збірну, тому що новий тренер ФРН Франц Бекенбауер в першому відбірковому матчі на чемпіонат світу 1990 проти Фінляндії виставив у ворота молодого Бодо Іллгнера і Іммель втомився доводити свою спроможність на місце в основі. Правда, пізніше він заявив, що це рішення було поспішним, проте за збірну Айке більше не грав. Всього протягом кар'єри у національній команді, яка тривала 9 років, провів у формі головної команди країни лише 19 матчів.

## Кар'єра тренера
Розпочав тренерську кар'єру невдовзі по завершенні кар'єри гравця, 1998 року, очоливши тренерський штаб клубу «Гайльбронн», з яким в 1999 році вийшов в Оберлігу Баден-Вюртемберг, четвертий за рівнем дивізіон Німеччини.
У березні 2001 року він переїхав до Туреччини у «Бешикташ», де він працював тренером воротарів у штабі співвітчизника Крістофа Даума. В травні 2002 року весь штаб покинув турецький клуб, але у жовтні того ж року штаб возз'єднався в австрійській «Аустрії» (Відень), де допрацювали до кінця сезону. Після цього штаб перейшов у турецький «Фенербахче» і період з липня 2003 року по грудень 2005 року Іммель працював тренером воротарів у «Фенербахче», після чого завершив свою кар'єру тренера.

## Статистика
| Чемпіонат | Чемпіонат             | Чемпіонат       | Ліга | Ліга |
| Сезон     | Клуб                  | Ліга            | Ігри | Голи |
| Німеччина | Німеччина             | Німеччина       | Ліга | Ліга |
| --------- | --------------------- | --------------- | ---- | ---- |
| 1978-79   | «Боруссія» (Дортмунд) | Бундесліга      | 10   | 0    |
| 1979-80   | «Боруссія» (Дортмунд) | Бундесліга      | 34   | 0    |
| 1980-81   | «Боруссія» (Дортмунд) | Бундесліга      | 34   | 0    |
| 1981-82   | «Боруссія» (Дортмунд) | Бундесліга      | 34   | 0    |
| 1982-83   | «Боруссія» (Дортмунд) | Бундесліга      | 34   | 0    |
| 1983-84   | «Боруссія» (Дортмунд) | Бундесліга      | 33   | 0    |
| 1984-85   | «Боруссія» (Дортмунд) | Бундесліга      | 34   | 0    |
| 1985-86   | «Боруссія» (Дортмунд) | Бундесліга      | 34   | 0    |
| 1986-87   | «Штутгарт»            | Бундесліга      | 33   | 0    |
| 1987-88   | «Штутгарт»            | Бундесліга      | 29   | 0    |
| 1988-89   | «Штутгарт»            | Бундесліга      | 29   | 0    |
| 1989-90   | «Штутгарт»            | Бундесліга      | 27   | 0    |
| 1990-91   | «Штутгарт»            | Бундесліга      | 34   | 0    |
| 1991-92   | «Штутгарт»            | Бундесліга      | 38   | 0    |
| 1992-93   | «Штутгарт»            | Бундесліга      | 30   | 0    |
| 1993-94   | «Штутгарт»            | Бундесліга      | 34   | 0    |
| 1994-95   | «Штутгарт»            | Бундесліга      | 33   | 0    |
| Англія    | Англія                | Англія          | Ліга | Ліга |
| 1995-96   | «Манчестер Сіті»      | Прем'єр-ліга    | 38   | 0    |
| 1996-97   | «Манчестер Сіті»      | Перший дивізіон | 4    | 0    |
| Країна    | Німеччина             | Німеччина       | 534  | 0    |
| Країна    | Англія                | Англія          | 42   | 0    |
| Всього    | Всього                | Всього          | 576  | 0    |

| Збірна Німеччини | Збірна Німеччини | Збірна Німеччини |
| Роки             | Ігри             | Голи             |
| ---------------- | ---------------- | ---------------- |
| 1980             | 1                | 0                |
| 1981             | 2                | 0                |
| 1982             | 1                | 0                |
| 1983             | 0                | 0                |
| 1984             | 0                | 0                |
| 1985             | 0                | 0                |
| 1986             | 1                | 0                |
| 1987             | 6                | 0                |
| 1988             | 8                | 0                |
| Всього           | 19               | 0                |

## Титули і досягнення
- Чемпіон Німеччини (1):

«Штутгарт»: 1991/92
- Володар Суперкубка Німеччини (1):

«Штутгарт»: 1992
- Чемпіон Європи: 1980
- Віце-чемпіон світу: 1982, 1986